# Iman Vellani
Iman Vellani (Karacsi, 2002. szeptember 3. –) pakisztáni származású kanadai színésznő. Legismertebb szerepe Kamala Khan / Ms. Marvel a Marvel-moziuniverzumból.

## Élete
Karacsiban született, egyéves korában Kanadába költözött és síita iszmaili muszlimként nevelkedett. Markhamban lévő Unionville High Schoolban érettségizett. Beválasztották a 2019-es Torontói Nemzetközi Filmfesztivál TIFF Next Wave bizottságának tagjává. Mielőtt a középiskola utolsó évének végén szerepet kapott a Ms. Marvel című sorozatban, Vellani azt tervezte, hogy az Ontario College of Art & Design University integrált média szakára jár.

## Pályafutása
Első szerepe a Ms. Marvel című sorozatban volt. 2023-ban megismételte a szerepét a Marvelek című filmben. 2024-ben a Marvel Zombies című sorozatban fogja szinkronizálni Kamala Khan / Ms. Marvelt.

## Filmográfia

### Filmek
| Év   | Magyar cím | Eredeti cím | Szerep                   | Magyar hang  |
| ---- | ---------- | ----------- | ------------------------ | ------------ |
| 2023 | Marvelek   | The Marvels | Kamala Khan / Ms. Marvel | Mayer Szonja |

### Televíziós szerepek
| Év   | Magyar cím                 | Eredeti cím                 | Szerep                          | Megjegyzések                          |
| ---- | -------------------------- | --------------------------- | ------------------------------- | ------------------------------------- |
| 2022 |                            | A Fan's Guide to Ms. Marvel | önmaga                          | doku-sorozat                          |
| 2022 | Ms. Marvel                 | Ms. Marvel                  | Kamala Khan / Ms. Marvel        | főszereplő magyar hangja Mayer Szonja |
| 2022 | Marvel Studios: Betekintés | Marvel Studios: Assembled   | önmaga                          | 1 epizód                              |
| 2024 |                            | Marvel Zombies              | Kamala Khan / Ms. Marvel (hang) |                                       |